# Унженский уезд
Унженский уезд — административно-территориальная единица в составе Архангелогородской губернии. Уездный город — Унжа.
Уезд располагался на юге Архангелогородской губернии, в бассейне реки Унжа. Унженский уезд выделился из Галицкого уезда. В 1616 году Унженский уезд   делился на станы. На территории нынешнего Шарьинского района Костромской области располагались Богородский стан, центром которого было село Богородское-Зубовское, и Троицкий стан, центром которого был погост Троицкое. В XVII веке крестьяне Унженского уезда значились «черносошными», то есть были государственными. В 1708 году Унжа с окружающими землями вошла в состав Архангелогородской губернии. В 1716 году была образована Унженская доля, во главе которой стоял ландрат. 29 мая (9 июня) 1719 года Унженская доля вошла в состав Галицкой провинции и была переименована в дистрикт. В ноябре 1775 года деление губерний на провинции было отменено, а Унженский уезд перешёл в непосредственное губернское подчинение. 
В 1778 году Унженский уезд бывшей Галицкой провинции был упразднён, а его территория вошла в состав Макарьевского уезда Унженской области Костромского наместничества и Муромского уезда Владимирского наместничества.